# Anatemnus tonkinensis
Espèce
Synonymes
- Anatemnus angustus tonkinensis Beier, 1943

Anatemnus tonkinensis est une espèce de pseudoscorpions de la famille des Atemnidae.

## Distribution
Cette espèce se rencontre au Viêt Nam et au Laos.

## Description
Le mâle holotype mesure 2,7 mm.

## Étymologie
Son nom d'espèce, composé de tonkin et du suffixe latin -ensis, « qui vit dans, qui habite », lui a été donné en référence au lieu de sa découverte, le Tonkin.

## Publication originale
- Beier, 1943 : Neue Pseudoskorpione aus West-, Zentral- und Ostasien. Annalen des Naturhistorischen Museums in Wien, vol. 53, p. 74-81 (texte intégral).